# 경주 노서동 금목걸이
경주 노서동 금목걸이(慶州 路西洞 金製頸飾)는 대한민국 경상북도 경주시 노서동 215호 고분에서 출토된, 금으로 만든 목걸이이다. 이 고분은 6세기 전반 무렵 만들어진 신라 왕족 여성의 무덤으로 추정된다.

## 형태
이 목걸이는 먼저 작은 금구슬 여러 개를 연결하여 고리를 만들고, 그 고리들을 합하여 속이 빈 구형을 만든 후, 심엽형 금판을 금줄로 연결하여 장식한 것 44개를 연결하고 중앙에 비취 곡옥 1개를 달았다.
가운데가 빈 구형의 구슬은 같은 시대 귀걸이의 중간 장식에서 볼 수 있는 기법이고, 목걸이 끝에 곡옥을 다는 것은 이 시대 목걸이의 전형적인 양식이다. 그러나 이 시기의 목걸이의 대부분 유리제 청옥을 연결하고 끝에는 곡옥을 다는 형식이었으나, 이 목걸이는 청옥을 사용하지 않았을 뿐 아니라 구슬 하나 하나에 기교를 다하는 등 이 시대 목걸이로서는 최대의 걸작이다. 중앙에 달린 비취 곡옥의 맑은 색은 금색과 좋은 조화를 이루고 있다.
이 목걸이는 발굴조사 당시 양끝을 묶어서 사용한 것이 아니라 양끝에 가죽끈과 같은 줄을 연결하여 사용했던 것으로 생각되나, 현재는 안전보관을 위해 둥글게 묶어서 전시하고 있다.

## 역사
이 목걸이도 보물 제454호 금팔찌, 금귀걸이 1점 등과 같이 일본에 반출되었다가, 1965년 체결된 한·일협정에 의해 1966년에 반환된 문화재 중의 하나이다.